# エディンバラ数学会
エディンバラ数学会（エディンバラすうがっかい、英語: Edinburgh Mathematical Society）とはスコットランドの数学の学会。

## 歴史
1833年、エディンバラの教師と学者が、アレクサンダー・ユール・フレイザーとアンドリュー・バークレー、カーギル・ギルストン・ノットの主導により創立した。初代会長は、1883年2月2日の会合で選ばれたエディンバラ学会の数学主任ジョン・スタージョン・マッカイ。
エディンバラ数学会は、数学協会が世界中で創られた時代に創設されたが、大学講師とよりはむしろ学校教師によって創られたという点で稀だった。これは、当時のスコットランドにおいて、数学の学術的な地位が非常に小さく、数多の腕の良い数学学部生が学校教師になったためである。創立メンバー55人には、教員、教役者、学生、多くのケンブリッジ大学の学者がいた。教員の割合は他の学会と比べても高く、1926年までは、大学会員は13％だった。しかし、1930年代頃から教師の比率は減少して、1930年から1935年までの間、教師らによる紀要への寄稿は一度もなかった。これは、学術的地位の募集の数が増加したことと、教師らに新職業訓練期間が要求されたことによる。
現在のエディンバラ数学会は、主に学者によって占められている。

## 活動
同学会はスコットランドにおける会合や研究行事を計画し、資金を提供している。会合は年に8回行われ、数学者が講演を行う。
4年に一度、スコットランドに関係のある傑出した数学者にサー・エドマンド・ホイッテーカー記念賞を授与している。
ヨーロッパ数学会のメンバーで、2008年には、Council for the Mathematical Sciencesのメンバーにもなった。

## 出版物
1894年より、ケンブリッジ大学出版局から学術ジャーナルProceedings of the Edinburgh Mathematical Society（ISSN 0013-0915） を出版している。年に3回発刊され、純粋数学から応用数学まで幅広くカバーしている。
1909年から1961年の間、同学会はProceedingsから初等的または教育的な記事が排除されることを望んだ、グラスゴー大学教授ジョージ・アレクサンダー・ギブソン（George Alexander Gibson）の提案により、雑誌『Edinburgh Mathematical Notes』を発刊していた。